# طنب (النادرة)

تعديل مصدري - تعديل

طنب هي إحدى قرى عزلة الشرنمه العليا بمديرية النادرة التابعة لمحافظة إب، بلغ تعداد سكانها 321 نسمة حسب تعداد اليمن لعام 2004.